# Palais Kottulinsky

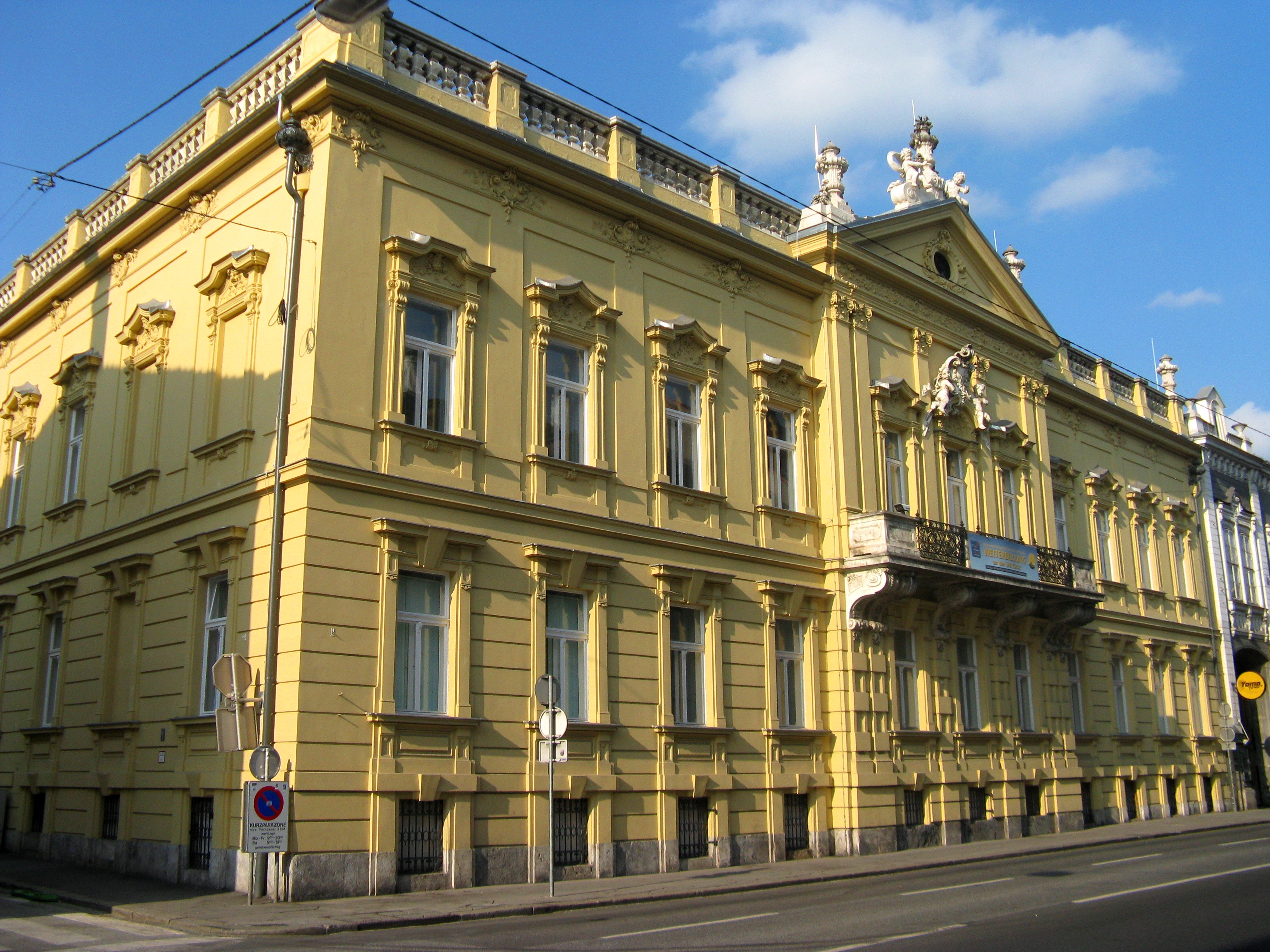
Palais Kottulinsky

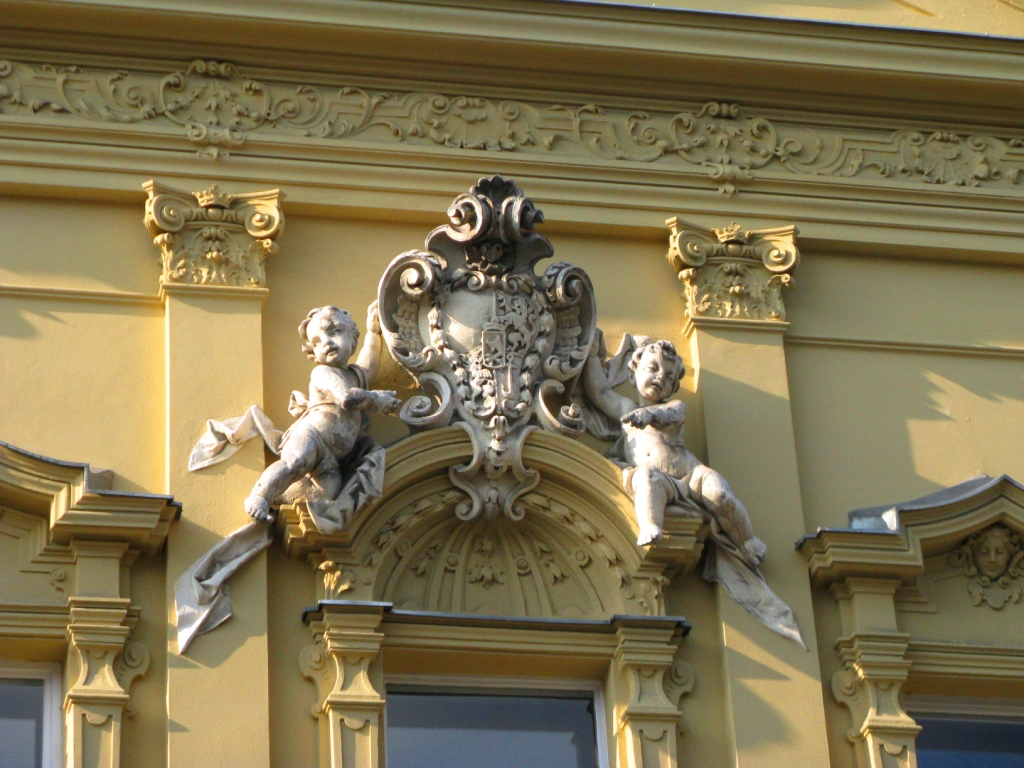
Fassadendetail

Das Palais Kottulinsky ist ein ehemaliges Grazer Palais an der Ecke Elisabethstraße und Beethovenstraße im dritten Stadtbezirk Geidorf.

## Geschichte
Das Palais wurde im Jahr 1853 vom Architekten Georg Hauberisser d. Ä. errichtet und 1892 von August Gunolt und Georg Hönel umgebaut.  Das spätgründerzeitliche Bauwerk erhielt am Ende des 19. Jahrhunderts eine Fassade im Stil des Neobarocks. Der große Garten auf der Rückseite ist mittlerweile verbaut oder wird als Parkplatz genutzt. Das ehemalige Stallgebäude wurde im Lauf der Zeit stark verändert, abgerissen und durch ein modernes Wohnhaus ersetzt. In den Kellerräumen des Palais befindet sich das Nachtlokal Kottulinsky, Erdgeschoß und erster Stock werden von der Universität Graz genutzt.

## Architektur und Gestaltung
Der zweigeschoßige Baukörper wurde ursprünglich als frei stehendes Gebäude konzipiert und besitzt drei repräsentative Fassadenseiten. Die Schauseite weist einen Mittelrisalit auf und das Obergeschoß ist durch Pilaster gegliedert. Über dem Balkon befindet sich das Wappen der aus Oberschlesien stammenden Familie Kottulinsky. Unüblich ist die Anlage des Haupteingangs an der Hofseite anstelle der Schauseite. Das denkmalgeschützte, neobarocke Einfahrtstor ist zur Beethovenstraße hin gewandt. Die Innenräume des Palais verfügen über eine repräsentative Ausstattung.